# 2013 au théâtre
| Années du théâtre : 2010 - 2011 - 2012 - 2013 - 2014 - 2015 - 2016    |
| Décennies du théâtre : 1980 - 1990 - 2000 - 2010 - 2020 - 2030 - 2040 |

Cet article présente les faits marquants de l'année 2013 au théâtre.

## Événements
- 15 janvier : Réouverture du Théâtre de Poche-Montparnasse dans le 6e arrondissement de Paris à la suite d'importants travaux[1]. Le théâtre comporte alors deux salles et son propriétaire, le journaliste Philippe Tesson, nomme comme codirectrices Stéphanie Tesson et Charlotte Rondelez.

## Pièces de théâtre publiées
- Côme de Bellescize : Amédée
- Karin Bernfeld : Plainte contre X, éd. La Margouline, coll. « Hypathie »  (ISBN 2954580100)
- Arny Berry : Macbeth
- Christophe Botti : Sous la varangue
- Isabelle Bournat : Mercenaires et rédemption
- Nicole Buresi : A l'aube, j'ai rencontré mon voisin Oreste
- Aziz Chouaki : Esmeralda
- Carlotta Clericci : C'est pas la fin du monde
- Georges Dupuis : Dans le regard de Louise
- Charlotte Escamez : 
  - Les mystères de Paris
  - Lomania
- Sophie Forte : Le dalaï et moi
- Marc Goldberg : La colonne de Frickstein
- Denis Lefrançois : Quand les Boussoles s'affolent
- Fabio Marra : Teresina
- Branislav Nušić : Les dés(héritiers) (traduction française)
- Pierre Vignes : Cavales

## Pièces de théâtre représentées

### Saison 2012-2013
- 5 septembre : Six personnages en quête d'auteur d'après Luigi Pirandello, mise en scène et scénographie de Stéphane Braunschweig, Théâtre national de la Colline
- 27 septembre : La Petite, texte et mise en scène d'Anna Nozière, Théâtre national de la Colline
- 15 novembre : Nouveau Roman, texte et mise en scène de Christophe Honoré, Théâtre national de la Colline
- 21 novembre : Tout mon amour de Laurent Mauvignier, création du collectif Les Possédés, dirigée par Rodolphe Dana, Théâtre national de la Colline
- 8 janvier : La nuit tombe..., texte et mise en scène de Guillaume Vincent, Théâtre national de la Colline
- 8 janvier : Collaboration de Ronald Harwood, mise en scène Georges Werler, Théâtre des Célestins
- 10 janvier : Rendez-vous Gare de l'Est, texte et mise en scène de Guillaume Vincent, Théâtre national de la Colline
- 11 janvier : Tristesse animal noir de Anja Hilling, mise en scène de Stanislas Nordey, Théâtre national de la Colline
- 30 janvier : La Mouette d'Anton Tchekhov, mise en scène Frédéric Bélier-Garcia, Théâtre des Célestins
- 8 février : Les Criminels de Ferdinand Bruckner, mise en scène de Richard Brunel, Théâtre national de la Colline
- 10 février : En fin de l'histoire des Clan'Destins, mise en scène Nadine Bréthès, Théâtre La Passerelle
- 23 mars : Solness le constructeur de Henrik Ibsen, mise en scène d'Alain Françon, Théâtre national de la Colline
- 28 mars : Yukonstyle de Sarah Berthiaume, mise en scène de Célie Pauthe, Théâtre national de la Colline
- 15 mai : Dénommé Gospodin de Philippe Löhle, mise en scène de Benoît Lambert, Théâtre national de la Colline
- 12 juin : Que faire ? Le retour, textes de Jean-Charles Massera et Benoît Lambert, mise en scène et adaptation de Benoît Lambert, Théâtre national de la Colline

### Saison 2013-2014
- Du 11 au 28 septembre : Des arbres à abattre, d'après le roman de Thomas Bernhard, un projet de Claude Duparfait et Célie Pauthe, au Théâtre national de la Colline
- Du 27 septembre au 25 octobre : Perturbation, d'après le roman de Thomas Bernhard, mise en scène et adaptation de Krystian Lupa, au Théâtre national de la Colline
- Du 4 au 26 octobre : Vers Wanda, un projet de Marie Rémond autour de Barbara Loden, au Théâtre national de la Colline
- Du 5 au 30 novembre : Par les villages de Peter Handke, mise en scène de Stanislas Nordey, au Théâtre national de la Colline
- Du 15 novembre au 14 décembre : Elle brûle, par la compagnie les Hommes Approximatifs, mise en scène de Caroline Guiela Nguyen, écriture Mariette Navarro, au Théâtre national de la Colline
- Du 4 au 8 décembre : El pasado es un animal grotesco, texte et mise en scène de Mariano Pensotti, au Théâtre national de la Colline
- Du 10 janvier au 15 février 2014 : Le Canard sauvage de Henrik Ibsen, mise en scène de Stéphane Braunschweig, au Théâtre national de la Colline
- Du 16 janvier au 15 février : Re : Walden, d'après Walden ou la Vie dans les bois de Henry David Thoreau, spectacle de Jean-François Peyret, au Théâtre national de la Colline
- Du 6 mars au 4 avril : Liliom de Ferenc Molnár, mise en scène de Galin Stoev, au Théâtre national de la Colline
- Du 20 mars au 17 avril : Une femme de Philippe Minyana, mise en scène de Marcial Di Fonzo Bo, au Théâtre national de la Colline
- Du 7 mai au 6 juin : Aglavaine et Sélysette de Maeterlinck, mise en scène de Célie Pauthe, au Théâtre national de la Colline
- Du 8 mai au 6 juin : Trafic de Yoann Thommerel, mise en scène de Daniel Jeanneteau et Marie-Christine Soma, au Théâtre national de la Colline
- Du 28 au 29 mai : A l'aube, j'ai rencontré mon voisin Oreste de [(Nicole Buresi)], mise en scène de [(Nicole Desjardins)] à l'Art Studio Théâtre (Kazem Shahryari)
- Du 10 au 14 juin : Glückliche Tage (Oh les beaux jours) de Samuel Beckett, mise en scène de Stéphane Braunschweig, au Théâtre national de la Colline

## Récompenses
- 4 février : Prix Plaisir du théâtre : Fabrice Luchini
- 4 février : Prix Jean-Jacques Gautier : Pierre Niney
- 28 avril : Palmarès du théâtre
- 13 juin : Grand prix du théâtre de l'Académie française : Armand Gatti pour l'ensemble de son œuvre dramatique
- 13 juin : Prix du jeune théâtre Béatrix Dussane-André Roussin : Ivan Calbérac pour L'Étudiante et Monsieur Henri
- 21 juin : Prix du Syndicat de la critique
- 9 octobre : Prix du Brigadier : Didier Sandre pour Collaboration. Brigadier d'honneur : Jean Piat et Roland Bertin pour l'ensemble de leur carrière
- 18 novembre : Grand prix de littérature dramatique : Alexandra Badea pour Pulvérisés (L'Arche)

## Décès
- 16 janvier : Perrette Pradier (°1938)
- 20 janvier : Alain Scoff (°1940)
- 27 janvier: Bernard Dhéran (°1926)
- 30 janvier : André Chaumeau (°1924)
- 26 février : Frédéric Lebon (°1965)
- 4 mars : Jérôme Savary (°1942)
- 4 mars : Wladyslaw Znorko (°1930)
- 5 mars : Francis Lemaire (°1936)
- 13 mars : Francis Lax (°1930)
- 17 mars : Rosine Delamare (°1911)
- 25 mars : Franck-Olivier Bonnet (°1946)
- 19 avril : Gilles Guillot (°1935)
- 15 mai : Artus de Penguern (°1957)
- 21 mai : Antoine Bourseiller (°1930)
- 24 juin : Dominique Constanza (°1948)
- 16 juillet : Jacques Ramade (°1928)
- 18 juillet : Frank Geney (°1979)
- 22 juillet : Valérie Lang (°1966)
- 25 juillet : Bernadette Lafont (°1938)
- 7 juillet : Hélène Loiselle (°1928)
- 15 août : Sławomir Mrożek (°1930)
- 2 septembre : Valérie Benguigui (°1965)
- 12 septembre : Otto Sander (°1941)
- 7 octobre : Patrice Chéreau (°1944)
- 19 octobre : Georges Descrières (°1930)
- 13 novembre : Maurice Sarfati (°1931)
- 16 novembre : Bruno Sermonne (°1941)
- 16 novembre : Paul-Louis Mignon (°1920)
- 28 novembre : Jean-Louis Roux (°1923)
- 8 décembre : Mado Maurin (°1915)
- 29 décembre : Catherine Bégin (°1939)